# Kington (Herefordshire)
Kington ist eine Minderstadt und Civil parish in Herefordshire, England. Bei der Zählung von 2001 hatte Kington 2597 Einwohner.
Kington liegt an der Grenze Englands zu Wales, und obwohl es westlich von Offa’s Dyke liegt, gehört es seit mehr als 1000 Jahren zu England. Die Gemeinde liegt im Schatten des Hergest Ridge am Arrow, 34 Kilometer nordwestlich von Hereford. Benachbarte Orte sind Presteigne, Builth Wells, Knighton und Leominster.

## Geschichte
Im 8. Jahrhundert gehörte Kington wohl zu Wales, Mitte des 11. Jahrhunderts dann aber als Wüstung zum Herrschaftsgebiet der Angelsachsen. Mit dem Sturz von Roger de Breteuil, 2. Earl of Hereford im Jahr 1075 kam Kington an die Krone. 1203 kaufte William de Braose, 4. Lord of Bramber Kington. Eine Burg im Ort wurde wahrscheinlich 1216 zerstört und danach aufgegeben. 

## Persönlichkeiten
- Stephen Kemble (1758–1822), Schauspieler, wurde in Kington geboren
- Mike Oldfield (* 1953), britischer Multiinstrumentalist, Komponist und Liedtexter, lebte Mitte der 1970er Jahre in The Beacon bei Kington, sein Album Hergest Ridge ist nach dem Berg benannt
- Sidney Nolan (1917–1992), Maler und Grafiker, lebte ab 1983 und starb einige Kilometer nördlich von Kington
- Ellie Goulding (* 1986), Singer-Songwriterin, ging in Kington zur Schule